# Riparo (singolo)
Riparo è il primo singolo del cantante italiano Aiello, pubblicato il 21 ottobre 2011.